# Mojoneras, Jalisco
Mojoneras är en ort i Mexiko.   Den ligger i kommunen Cuautitlán de García Barragán och delstaten Jalisco, i den södra delen av landet, 500 km väster om huvudstaden Mexico City. Mojoneras ligger 509 meter över havet och antalet invånare är 104.
Terrängen runt Mojoneras är kuperad. Runt Mojoneras är det glesbefolkat, med 13 invånare per kvadratkilometer. Närmaste större samhälle är Las Maderas, 12,6 km nordost om Mojoneras. I omgivningarna runt Mojoneras växer i huvudsak lövfällande lövskog.